# Cimetière militaire allemand de Sandweiler
Le cimetière militaire allemand de Sandweiler est un cimetière situé au Luxembourg où reposent 10 914 soldats allemands tués lors de la Seconde Guerre mondiale, au cours des combats de l'hiver 1944/1945 dans les zones frontalières entre la Belgique, le Luxembourg et l'Allemagne. Il se trouve dans la commune de Sandweiler au sud-est de la ville de Luxembourg.
Ce cimetière fut le premier aménagé à l'étranger par le Volksbund Deutsche Kriegsgräberfürsorge.  Le service de sépulture américain, après les combats a procédé à l'exhumation et au regroupement des morts aux combats. Les Américains furent regroupés à Hamm où se trouve désormais un cimetière militaire américain, et les Allemands à Sandweiler, à moins de deux kilomètres de là. À la fin des travaux américains, le cimetière allemand comptait déjà 5599 tombes. En 1952, le gouvernement de la république fédérale d'Allemagne et le gouvernement luxembourgeois signèrent une convention relative aux sépultures militaires. Les tombes de soldats allemands disséminées sur 150 sites au Luxembourg furent concentrées à Sandweiler soit 5286 corps plus des ossuaires. Un travail d'identification fut également mené et le cimetière définitif aménagé. Son inauguration officielle eut lieu en 1955.
L'entrée se fait par une porte étroite dans un petit bâtiment brut et massif en granit noir, en partie noyée dans des massifs de fleurs. Le cimetière est un alignement de tombes marqué par une croix de granit sur laquelle sont uniquement indiqués le grade, nom, prénom, date de naissance et de décès d'un ou de deux soldats. Au centre, se trouve une grande croix de 5 mètres de haut reposant sur un socle circulaire sur lequel sont disposées des plaques de bronze portant les noms de 4 019 soldats. Sous la croix se trouve une fosse commune avec plus de 800 soldats allemands inconnus.   

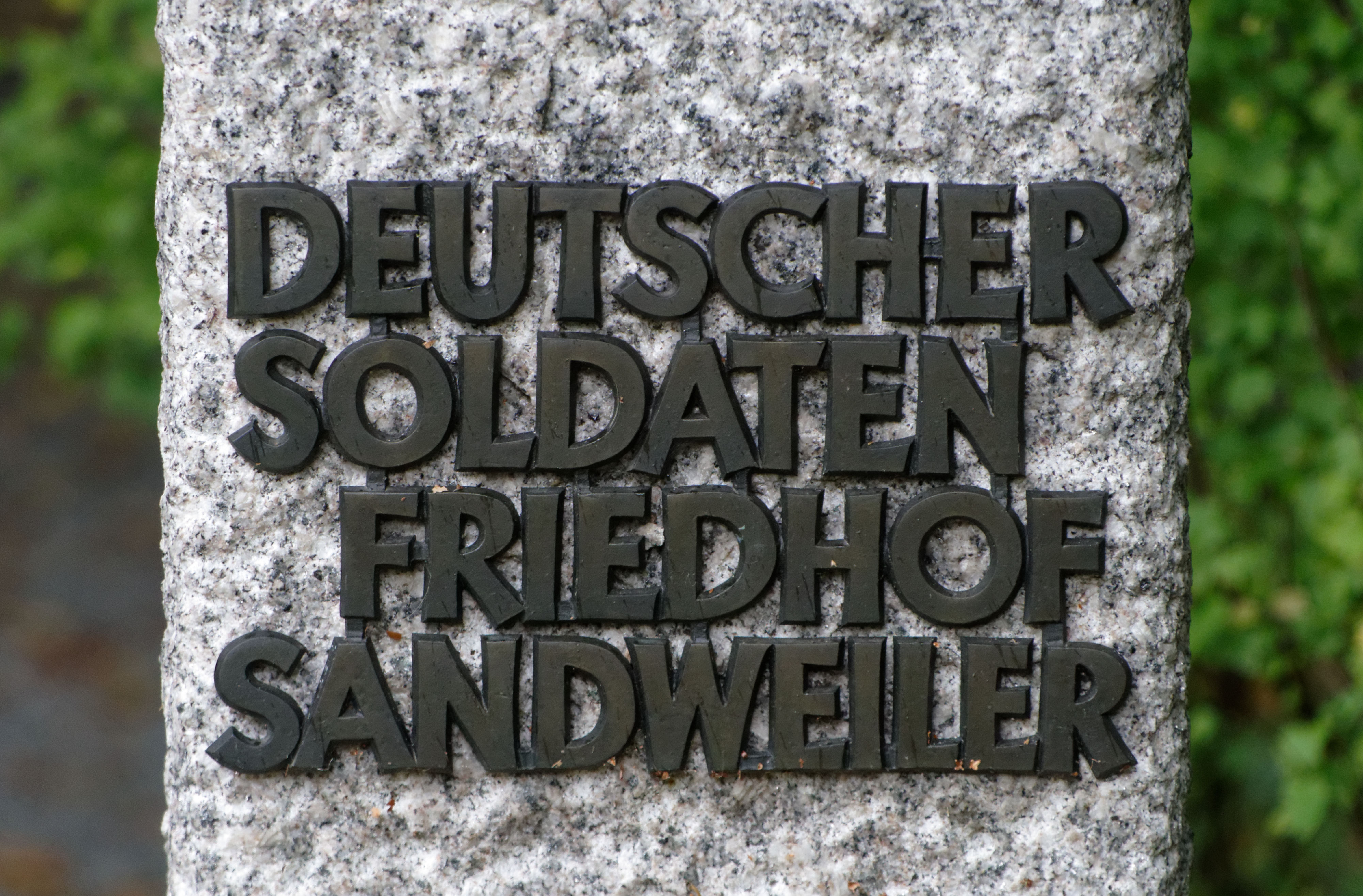
Zugang zur Kriegsgräberstätte
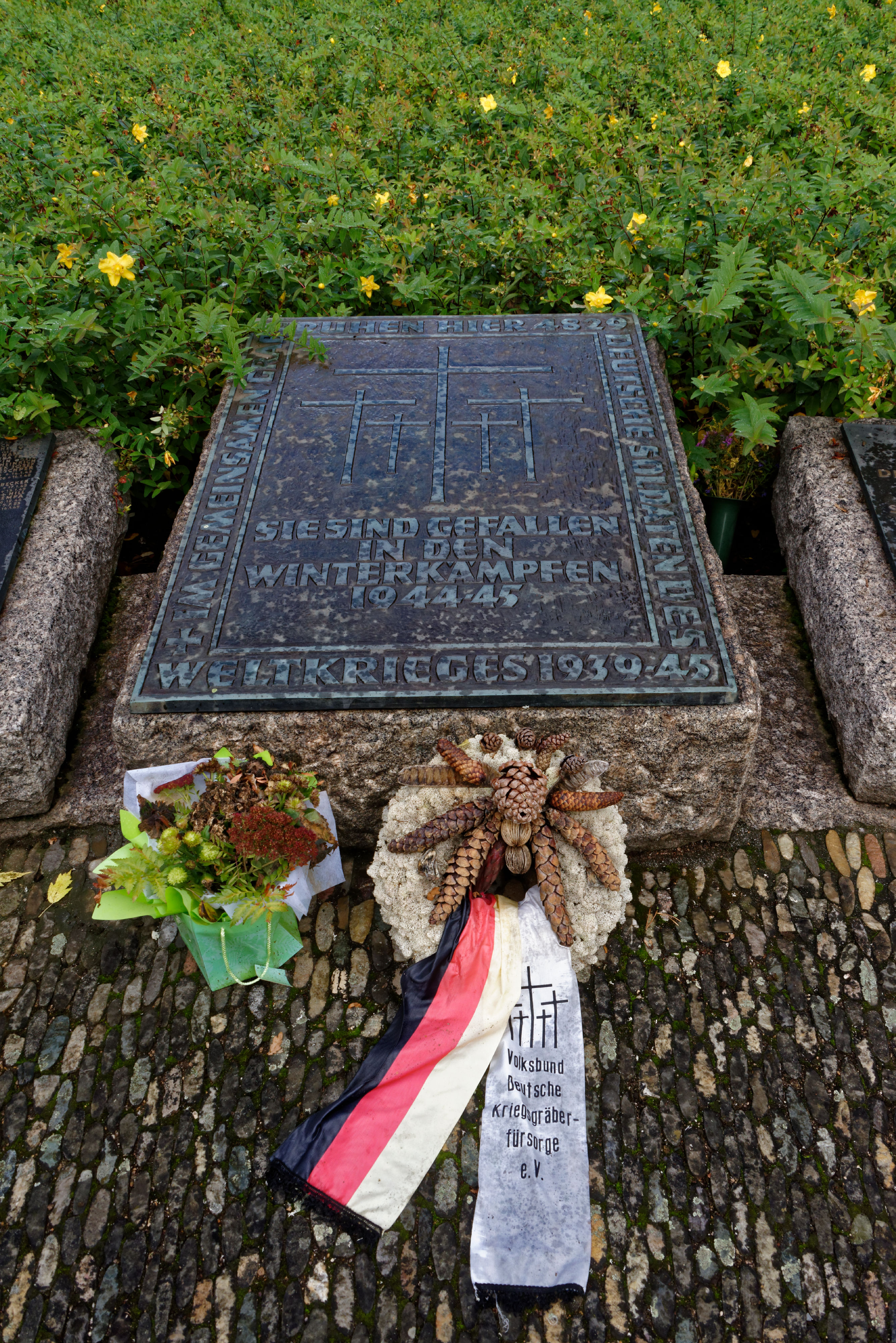
Platte auf dem Massengrab
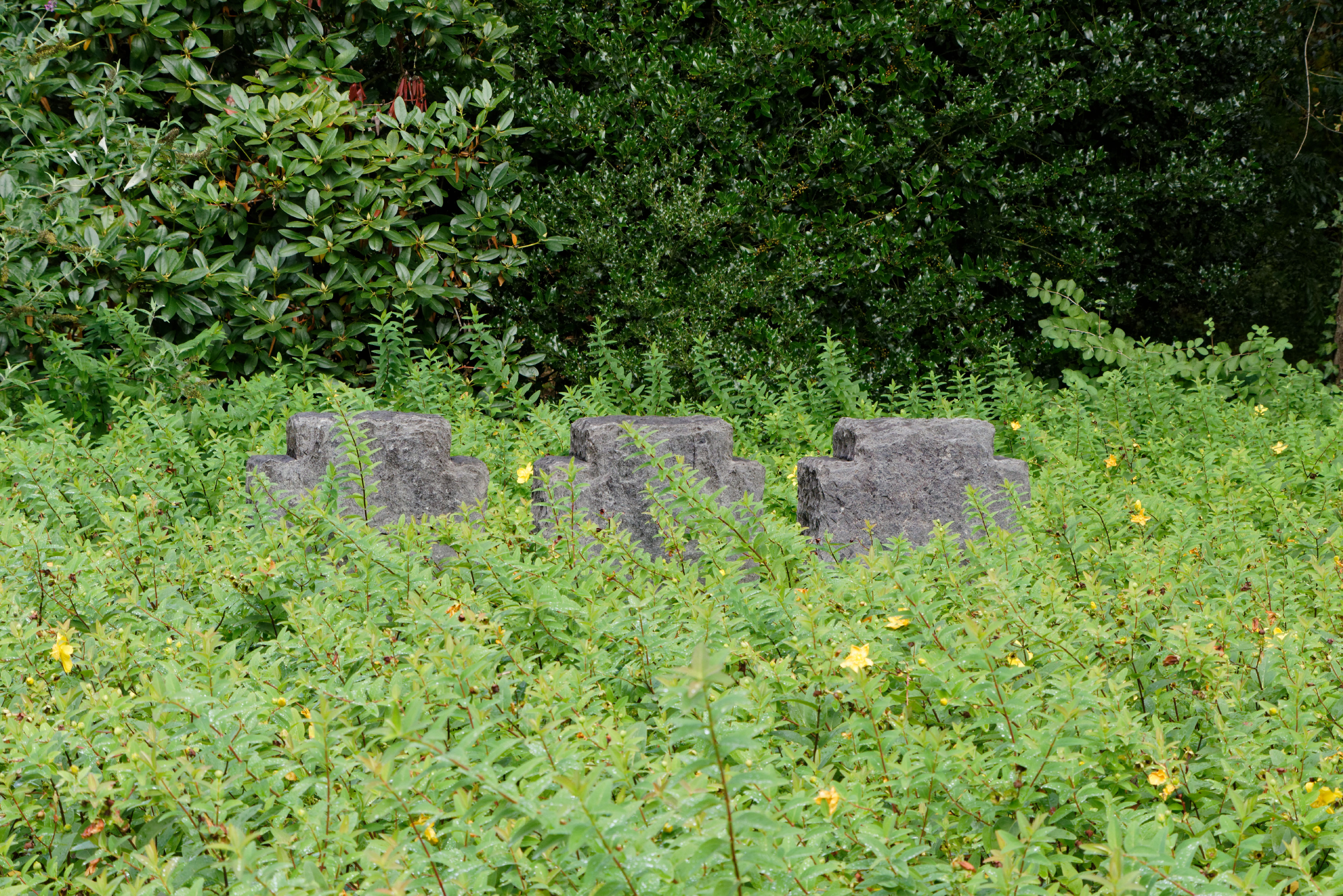
Anonyme Kreuze auf dem Massengrab
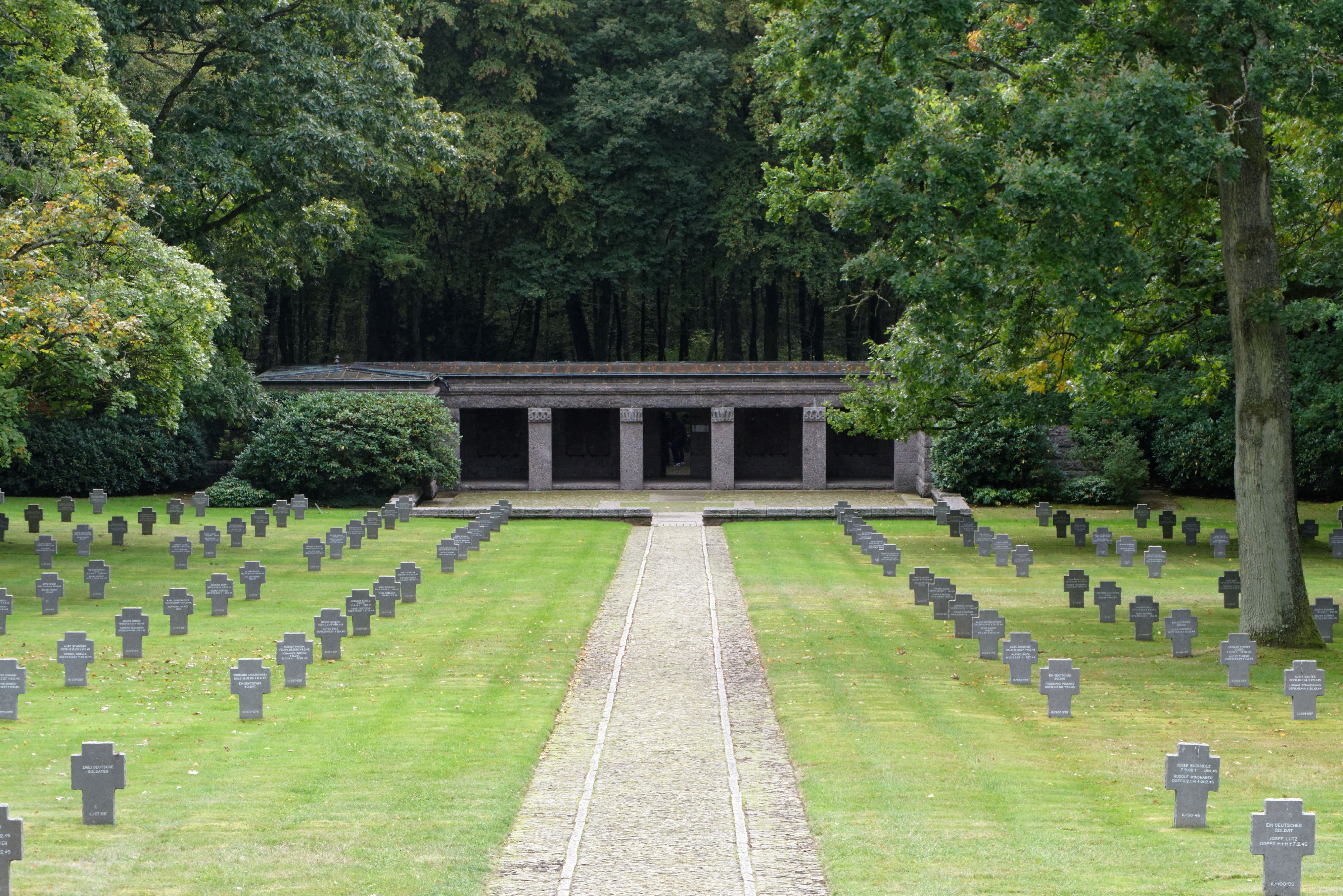
Eingangsbereich vom Mahnmal aus gesehen
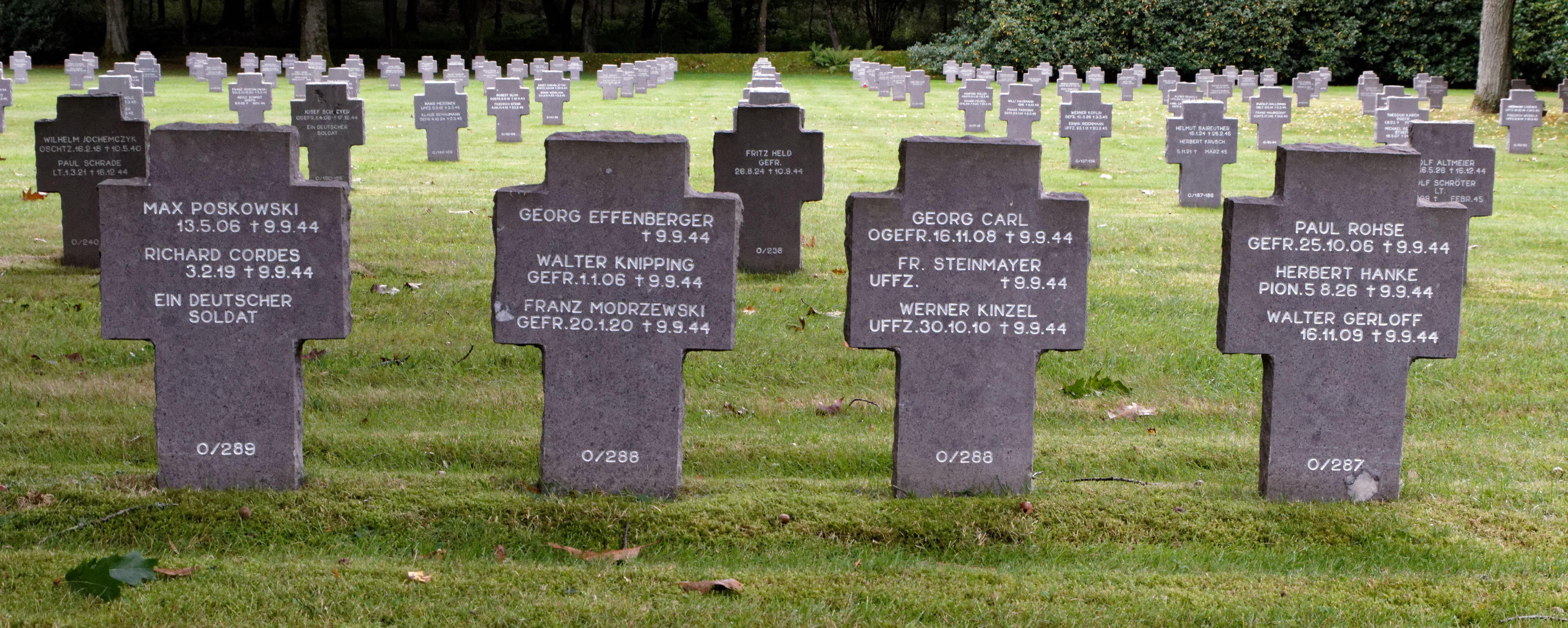
Gruppe gemeinsam gefallener Soldaten mit dreifacher Beschriftung
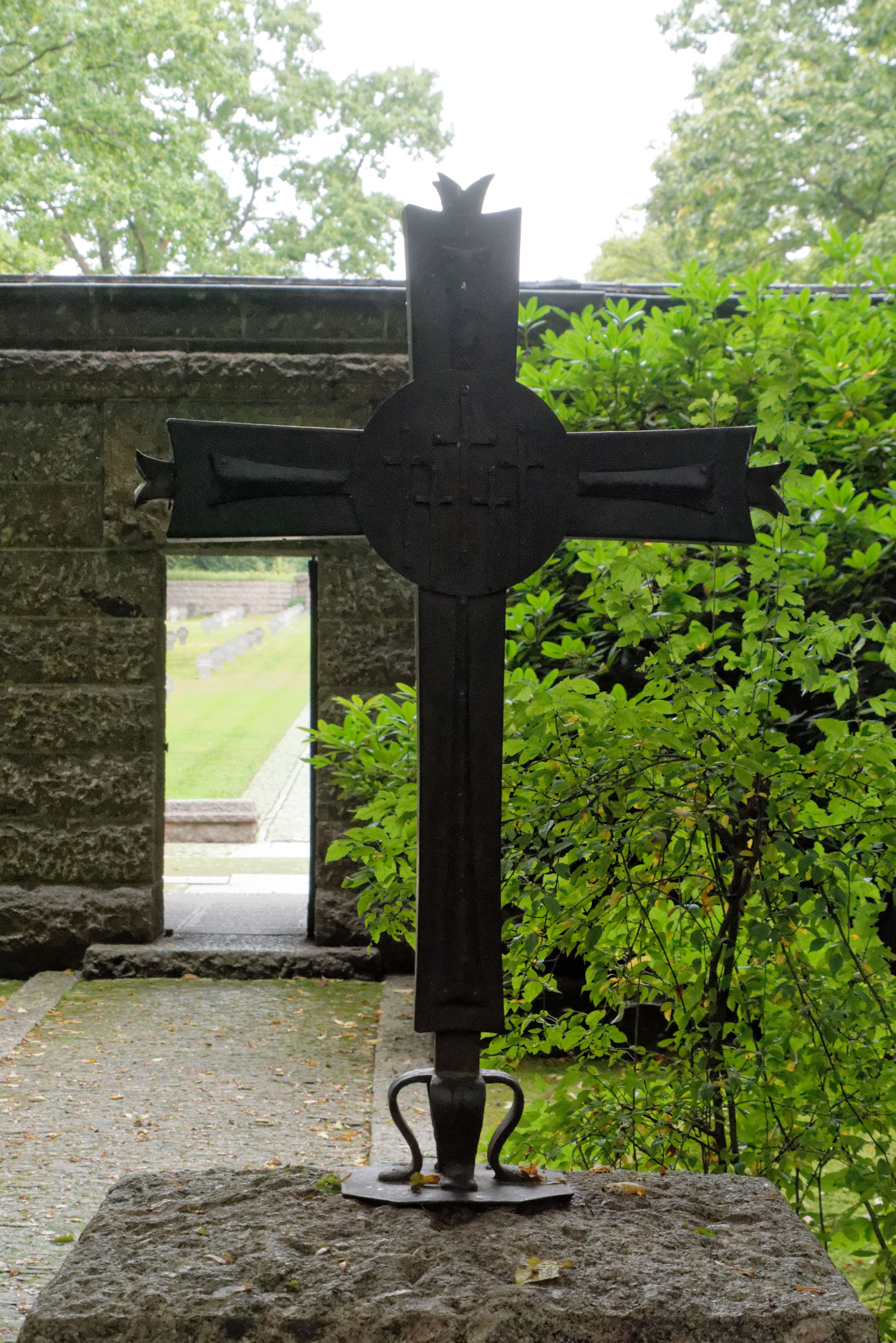
Das nach dem Diebstahl neu aufgestellte Kreuz